# Urpínska lesostep
Urpínska lesostep je přírodní rezervace v oblasti Poľana na Slovensku.
Nachází se v katastrálním území Radvaň města Banská Bystrica v okrese Banská Bystrica v Banskobystrickém kraji. Území bylo vyhlášeno či novelizováno v roce 1997 na rozloze 5,0200 ha. Ochranné pásmo nebylo stanoveno.